# Абай (Єскельдинський район)
Аба́й (каз. Абай) — село у складі Єскельдинського району Жетисуської області Казахстану. Входить до складу Карабулацького сільського округ.
Населення — 973 особи (2021; 967 у 2009, 857 у 1999, 1070 у 1989).